# Niemeyera intermedia
Niemeyera intermedia là một loài thực vật có hoa trong họ Hồng xiêm. Loài này được (Baill.) ined. mô tả khoa học đầu tiên.